# Бельково (Хвойнинский район)
Бельково — деревня в Хвойнинском муниципальном районе Новгородской области, относится к Дворищинскому сельскому поселению.
Расположена в километре от поселка Кушавера и в 11 километрах от поселка Хвойная. В деревне четыре улицы.

## История
Рядом с деревней Бельково сконцентрировано несколько археологических памятников начиная с эпох неолита: курганы, сопки, насыпи. При проведении раскопок в культурном слое были обнаружены образцы лепной керамики конца I тыс. н. э. Таким образом, есть основания допускать возможность функционирования селища на территории в районе деревни Бельково в IX-X (XI?) вв. Площадь данного поселения насчитывала более 6 га.

### Строительство железной дороги
По проекту строительства железной дороги Мга – Рыбинск отрезок пути должен был проходить через деревню Бельково. Однако, из-за болотистой местности на участковой станции Кушавера разместить все железнодорожные службы оказалось невозможным. Были внесены поправки в проект – разъезд Трошово сделали станцией и назвали её Хвойная. С 1927 года железнодорожные службы, которые уже были созданы в Кушавере, стали переносить в Хвойную, а железнодорожные пути обогнули деревню Бельково в 1 км.

## Население
| 2009 | 2010 |
| ---- | ---- |
| 16   | ↗20  |